# 31639 Bodoni
31639 Bodoni este un asteroid din centura principală de asteroizi.

## Descriere
31639 Bodoni este un asteroid din centura principală de asteroizi. A fost descoperit pe 6 aprilie 1999 la Socorro, New Mexico, în cadrul proiectului LINEAR. Asteroidul prezintă o orbită caracterizată de o semiaxă mare de 2,33 ua, o excentricitate de 0,11 și o înclinație de 4,0° în raport cu ecliptica.